# Osteonectina

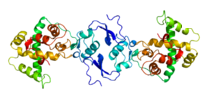
Osteonectina 2

La osteonectina es una glucoproteína ligada del calcio. La osteonectina también tiene afinidad por el colágeno. Se parece a la fibronectina y está unida a las células óseas a través de integrinas. Es una fosfoproteína que interacciona con colágeno y sales inorgánicas. 

## Función
La osteonectina, la osteocalcina y la osteopontina son componentes de la matriz ósea no colágena que se cree que desempeñan un papel en la mineralización y en la unión de la fase mineral a la matriz.

## Localización
Se encuentra en los osteoblastos. Proteína altamente reactiva se localiza preferentemente en las áreas de mayor grado de calcificación. 

## Formación
Es secretada por los osteoblastos durante la formación ósea o la osteogénesis.